# Sivasankaran Nair
Sivasankaran Nair, populárně známý jako Sivan (14. května 1932 – 24. června 2021) byl indický kameraman, filmový režisér známý svými pracemi v malabarském kině a fotograf. Sivan třikrát získal národní filmovou cenu. Byl prvním vládním novinářským fotografem v Travancore a Thiru-Kochi. Byl otcem Sangeetha Sivana, Santhoshe Sivana a Sanjeeva Sivana a Saritha Rajeeva.

## Životopis
Sivan působil jako fotograf zákulsií a scén oceňovaného malabarského filmu Chemmeen.
Jeho režijním debutem byl Swapnam v roce 1972. Některé z jeho populárních filmů jsou Abhayam, Yagam, Oru Yatra, Keshu, Kochu Kochu Mohangal a Kilivathil.
Sivan zemřel 24. června 2021 kvůli zástavě srdce ve svém domě v Thiruvananthapuram.

## Rodina
Sivan byl druhým dítětem Gopalapillai a Bhavaniamma z domu Padeettathil v Harippadu. Byl druhým z jejich šesti dětí. Jeho celé jméno bylo Sivasankaran Nair.